# Tsuki ni Shizumu
Tsuki ni Shizumu (月に沈む Hundiéndose en la Luna?) es un cortometraje y drama, estrenado el 26 de octubre del 2002, dirigido por Isao Yukisada y protagonizado por Ayumi Hamasaki en compañía de Yūsuke Iseya. Sólo fue lanzado en formato DVD.

## Trama
La historia de este cortometraje, que no dura más de cuarenta minutos, se centra en dos época distintas. La primera se sitúa en el Japón actual, y la segunda en el Japón de la Edad Antigua.
Minamo acude a su doctor ya que siempre tiene un sueño muy extraño que la perturba, y por eso ya comienza a darle temor incluso dormir. Soñaba que ella estaba recostada sobre un bote que flotaba en la luna reflejada, y ella rezaba mientras lloraba lágrimas de color rojo (...) y cuando el sueño está por terminar escucha alguien que la llama "Kagori... Kagori..." Descubren que se debe a que Kagori es la vida pasado de Minamo, y que necesita encontrar a su alma gemela (soul mate) en esta vida para finalmente descansar; lo que no saben es que esa alma es un visitante que justo en esos momentos se encuentra en el mismo hospital.
Mientras tanto en el pasado se muestra como el sacrificio de la joven Kagari es planeado. Utsusemi, una mujer shaman, es la principal villana de la película, en compañía de Sako, el líder de la tropa de ejército que los acompaña. Supuestamente tienen que sacrificar un alma pura en honor a la luna, y la joven es la indicada para ese cometido.. Sonshin rescata a Kagari de las manos de los que planean asesinarla, incluso ofreciendo su vida para cumplir su objetivo.

## DVD
1. Tsuki ni Shizumu (月に沈む?) (Película)
2. Voyage (Video musical)
3. Tsuki ni Shizumu (月に沈む?) (Escenas de detrás de cámaras)

## Créditos
- Isao Yukisada  - Dirección y escenografía
- CMJK - Música
- Ayumi Hamasaki - Minamo (presente) y Kagari (pasado)
- Yūsuke Iseya - Shōgo (presente) y Sonshin (pasado)
- Kumi Nakamura - Utsusemi
- Teruyuki Kagawa - Sako
- Shigesato Itoi - Doctor y narrador

- Datos: Q5971258